# Steve Omischl
Steve Omischl (ur. 16 listopada 1978 w North Bay) – kanadyjski narciarz, specjalista narciarstwa dowolnego. Jego największym sukcesem jest złoty medal w skokach akrobatycznych wywalczony na mistrzostwach świata w Ruka. W tej samej konkurencji zdobył ponadto srebrny medal na mistrzostwach w Inawashiro oraz brązowe medale na mistrzostwach w Deer Valley i mistrzostwach w Madonna di Campiglio. Jego najlepszym wynikiem olimpijskim jest 8. miejsce w skokach akrobatycznych na 
igrzyskach olimpijskich w Vancouver.
Najlepsze wyniki w Pucharze Świata osiągnął w sezonach 2003/2004 i 2007/2008, kiedy to triumfował w klasyfikacji generalnej i w klasyfikacji skoków akrobatycznych. W sezonie 2002/2003 był drugi w klasyfikacji generalnej i klasyfikacji skoków. W sezonach 2006/2007 i 2008/2009 był drugi w klasyfikacji generalnej, a w klasyfikacji skoków akrobatycznych zdobył małą kryształową kulę. W sezonie 2004/2005 był drugi w klasyfikacji skoków akrobatycznych.

## Osiągnięcia

### Igrzyska olimpijskie
| Miejsce | Dzień     | Rok  | Miejscowość    | Konkurencja        | Zwycięzca        |
| ------- | --------- | ---- | -------------- | ------------------ | ---------------- |
| 11.     | 19 lutego | 2002 | Salt Lake City | Skoki akrobatyczne | Aleš Valenta     |
| 20.     | 23 lutego | 2006 | Turyn          | Skoki akrobatyczne | Han Xiaopeng     |
| 8.      | 25 lutego | 2010 | Vancouver      | Skoki akrobatyczne | Alaksiej Hryszyn |

### Mistrzostwa świata
| Miejsce | Dzień       | Rok  | Miejscowość          | Konkurencja        | Zwycięzca        |
| ------- | ----------- | ---- | -------------------- | ------------------ | ---------------- |
| 7.      | 20 stycznia | 2001 | Whistler             | Skoki akrobatyczne | Alaksiej Hryszyn |
| 3.      | 1 lutego    | 2003 | Deer Valley          | Skoki akrobatyczne | Dmitrij Archipow |
| 1.      | 18 marca    | 2005 | Ruka                 | Skoki akrobatyczne | -                |
| 3.      | 10 marca    | 2007 | Madonna di Campiglio | Skoki akrobatyczne | Han Xiaopeng     |
| 2.      | 4 marca     | 2009 | Inawashiro           | Skoki akrobatyczne | Ryan St. Onge    |

### Puchar Świata

#### Miejsca w klasyfikacji generalnej
- sezon 1999/2000: 6.
- sezon 2000/2001: 7.
- sezon 2001/2002: 15.
- sezon 2002/2003: 2.
- sezon 2003/2004: 1.
- sezon 2004/2005: 6.
- sezon 2005/2006: 44.
- sezon 2006/2007: 2.
- sezon 2007/2008: 1.
- sezon 2008/2009: 3.
- sezon 2009/2010: 26.

#### Miejsca na podium
1. Fernie – 4 grudnia 1999 (Skoki akrobatyczne) – 2. miejsce
2. Piancavallo – 26 lutego 2000 (Skoki akrobatyczne) – 2. miejsce
3. Mount Buller – 12 sierpnia 2000 (Skoki akrobatyczne) – 3. miejsce
4. Whistler Blackcomb – 2 grudnia 2000 (Skoki akrobatyczne) – 3. miejsce
5. Himos – 10 marca 2001 (Skoki akrobatyczne) – 2. miejsce
6. Lake Placid – 18 stycznia 2002 (Skoki akrobatyczne) – 3. miejsce
7. Mount Buller – 8 września 2002 (Skoki akrobatyczne) – 1. miejsce
8. Lake Placid – 17 stycznia 2003 (Skoki akrobatyczne) – 2. miejsce
9. Steamboat Springs – 7 lutego 2003 (Skoki akrobatyczne) – 3. miejsce
10. Špindlerův Mlýn – 2 marca 2003 (Skoki akrobatyczne) – 1. miejsce
11. Mount Buller – 6 września 2003 (Skoki akrobatyczne) – 1. miejsce
12. Mount Buller – 7 września 2003 (Skoki akrobatyczne) – 1. miejsce
13. Lake Placid – 16 stycznia 2004 (Skoki akrobatyczne) – 1. miejsce
14. Lake Placid – 18 stycznia 2004 (Skoki akrobatyczne) – 1. miejsce
15. Fernie – 25 stycznia 2004 (Skoki akrobatyczne) – 2. miejsce
16. Deer Valley – 31 stycznia 2004 (Skoki akrobatyczne) – 2. miejsce
17. Harbin – 15 lutego 2004 (Skoki akrobatyczne) – 1. miejsce
18. Špindlerův Mlýn – 28 lutego 2004 (Skoki akrobatyczne) – 2. miejsce
19. Sauze d’Oulx – 10 marca 2004 (Skoki akrobatyczne) – 1. miejsce
20. Lake Placid – 16 stycznia 2005 (Skoki akrobatyczne) – 3. miejsce
21. Deer Valley – 17 stycznia 2005 (Skoki akrobatyczne) – 3. miejsce
22. Shenyang – 5 lutego 2005 (Skoki akrobatyczne) – 2. miejsce
23. Changchun – 12 lutego 2005 (Skoki akrobatyczne) – 2. miejsce
24. Sauze d’Oulx – 19 lutego 2005 (Skoki akrobatyczne) – 1. miejsce
25. Changchun – 18 grudnia 2005 (Skoki akrobatyczne) – 3. miejsce
26. Davos – 3 marca 2006 (Skoki akrobatyczne) – 1. miejsce
27. Jilin – 10 grudnia 2006 (Skoki akrobatyczne) – 1. miejsce
28. Deer Valley – 11 stycznia 2007 (Skoki akrobatyczne) – 2. miejsce
29. Apex – 25 lutego 2007 (Skoki akrobatyczne) – 1. miejsce
30. Lianhua – 21 grudnia 2007 (Skoki akrobatyczne) – 1. miejsce
31. Lianhua – 22 grudnia 2007 (Skoki akrobatyczne) – 3. miejsce
32. Lake Placid – 19 stycznia 2008 (Skoki akrobatyczne) – 1. miejsce
33. Mont Gabriel – 27 stycznia 2008 (Skoki akrobatyczne) – 1. miejsce
34. Cypress Mountain – 10 lutego 2008 (Skoki akrobatyczne) – 1. miejsce
35. Inawashiro – 17 lutego 2008 (Skoki akrobatyczne) – 2. miejsce
36. Moskwa – 1 marca 2008 (Skoki akrobatyczne) – 1. miejsce
37. Davos – 7 marca 2008 (Skoki akrobatyczne) – 1. miejsce
38. Mont Gabriel – 25 stycznia 2009 (Skoki akrobatyczne) – 1. miejsce
39. Deer Valley – 30 stycznia 2009 (Skoki akrobatyczne) – 3. miejsce
40. Cypress Mountain – 6 lutego 2009 (Skoki akrobatyczne) – 1. miejsce

- W sumie 20 zwycięstw, 11 drugich i 9 trzecich miejsc.